# Dunsop Bridge
Koordinaten: 53° 57′ N, 2° 31′ W

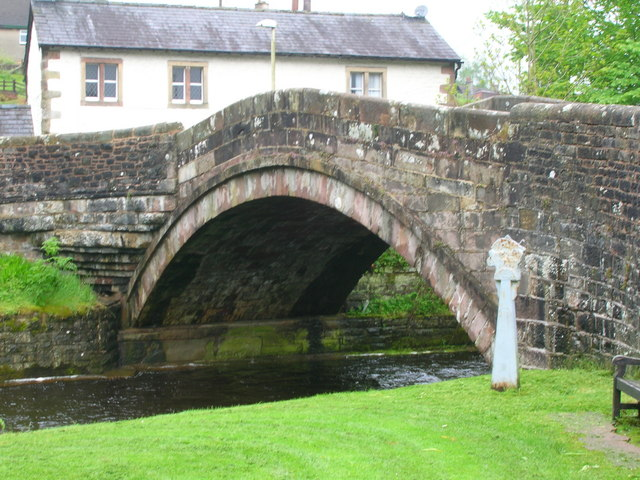
Die Brücke über den River Dunsop in Dunsop Bridge

Dunsop Bridge ist ein Ort im Forest of Bowland in Lancashire, England. Bis 1974 lag Dunsop Bridge in der West Riding of Yorkshire. Der Ort liegt am River Dunsop und die Brücke über diesen Fluss gibt dem Ort seinen Namen, in dessen Westen der River Hodder liegt.
Dunsop Bridge war bis ins 19. Jahrhundert nur eine Ansammlung weniger Häuser, die Lage des Ortes an der Straße von Lancaster nach Clitheroe und der Bleiabbau in der Umgebung ließen den Ort wachsen.
1865 stiftete die Familie Towneley, die zu jener Zeit den Titel des Lord of Bowland innehatten und örtliche Großgrundbesitzer waren, die katholische St. Hubert’s Church. Es heißt, dass der Bau der Kirche aus dem Preisgeld des Pferdes Ketteldrum aus dem Besitz der Familie Towneley beim Sieg des Derbys in Epsom finanziert wurde. Hubertus als Schutzheiliger der Jäger gilt auch als Schutzheiliger des ehemaligen königlichen Jagdgebietes des Forest of Bowland.
1992 stellte BT ihre 100.000. Telefonzelle in Dunsop Bridge auf. In der Zelle wurde eine Tafel angebracht, die sagt, man tätige einen Telefonanruf vom Mittelpunkt Großbritanniens. Diese Aussage wurde insoweit von der Ordnance Survey bestätigt, als das sich der Mittelpunkt Großbritanniens etwa 7 km nördlich von Dunsop Bridge am Wolfhole Crag befindet. Dunsop Bridge ist damit der nächstgelegene Ort zu diesem Punkt.